# Да Камино
Да Камино или Каминези (на италиански: da Camino o Caminesi) е известна италианска благородническа фамилия, която играе важна роля през Средновековието през 12 век в Марка Тревиджиана, територията около Тревизо, Венецианска република.
Вероятно са от лангобардски произход и са роднини на фамилията Колалто. 
Гуидоне ди Биякуино служи на германския крал Конрад I и 1037 г. става граф на Монтанара. Неговите синове Алберто и Гуечело на 3 май 1089 г. получават Камино (до Одерцо).
Гуечелоне V (ок. 1208–1242) е след 1235 г. синьор на Тревизо, от 1239–1242 г. заедно с Алберико да Романо. 
Биякуино II (1220–1274), син на Гуечелоне, внук на Габриеле, участва във вътрешната политика на Тревизо и е на страната на гвелфите. Неговият втори син Джерардо III да Камино (1240–1306) го наследява.
Рицардо II да Камино (1274–1312), на Кенеда и господар на Тревизо, син на Джерардо III да Камино (1240–1306), се жени на 13 ноември 1309 г. за Джована Висконти.
Рицардо III да Камино (Да Камино 1335), син на Гуечелоне VII да Камино, е политик и кондотиер. 